# Vara bărbaților
Vara bărbaților (titlul original: în lituaniană Vyrų vasara, în rusă Мужское лето, transliterat: Mujskoe leto) este un film de aventuri sovietic, din RSS Lituaniană, realizat în 1970 de regizorul Marijonas Giedrys, protagoniști fiind actorii Juozas Budraitis și Antanas Šurna.

## Rezumat
Marele Război de apărare a Patriei s-a încheiat, dar nu a adus deloc pace și liniște satelor lituaniene. Resturile detașamentelor reacționare ale partizanilor lituanieni, numiți „Frații pădurilor”, continuă să ducă o luptă ireconciliabilă împotriva regimului sovietic. Ministerul Securității de Stat al URSS, NKVD, folosind asemănarea a doi frați gemeni, desfășoară o operațiune specială pentru distrugerea detașamentului de insurgenți al „călugărului”.

## Distribuție
- Juozas Budraitis – Algimantas Alsis, „Studentul” și Zigmas Alsis, fratele geamăn
- Antanas Šurna – „Călugărul”, comandantul echipei „frații pădurilor”
- Vaiva Mainelytė – profesoara Aldona
- Bronius Babkauskas – doctorul Abarius
- Regimantas Adomaitis – îngrijitorul Augustinas
- Džilda Mažeikaitė – Jadviga, omul de legătură cu „frații pădurilor”
- Audris Chadaravičius – căpitanul Šerys
- Gediminas Karka – „Dėdė” („unchiul”), membru al echipei „frații pădurilor”
- Vytautas Kancleris – „Vanagas” („șoimul”)
- Povilas Stankus – Edvardas
- Eduardas Kunavičius – maiorul de la KGB
- Povilas Gaidys – provocatorul
- Henrika Hokušaitė – poștașul
- Gediminas Girdvainis – paznicul Vladas
- Milė Šablauskaitė – asistenta medicală Aniceta
- Jonas Pakulis, Vladas Auga, Pranas Piaulokas, Gediminas Pranckūnas, Adolfas Večerskis

## Lansare
A fost lansat în anul 1972 și a avut parte de succes comercial, fiind vizionat de 13,7 milioane de spectatori în cinematografele din Uniunea Sovietică.